# APL (teleforbindelse)
 For alternative betydninger, se APL. (Se også artikler, som begynder med APL)
APL er en dansk betegnelse, oprindelig (hos KTAS) en forkortelse for
Afgiftspligtig Ledning; nu forstået som "abonneret privatlinje" (ofte skrevet Abonneret Privat Linje), en telefonlinje, der ikke er koblet til et nummer på en central, men 'leveret' af teleselskabet til en kunde mellem 2 steder. Kunden kan så benytte ledningsforbindelsen til egne signaler og data, blot signalet holdes under bestemte niveauer.
Mange danske lokalradioer bruger denne type forbindelse til at få signalet fra studie til sender. I dag kaldes forbindelsen for et fast kredsløb.
| Telekommunikation | Spire Denne artikel om telekommunikation er en spire som bør udbygges. Du er velkommen til at hjælpe Wikipedia ved at udvide den. |